# رينالدو ساتو
رينالدو ساتو هو لاعب كرة قاعدة برازيلي، ولد في 25 أكتوبر 1980 في موجي داس كروزيز في البرازيل.